# 郭生民
郭生民（1973年—），河南浚县人，汉族，中华人民共和国政治人物、第十一届全国人民代表大会河南地区代表。
毕业于河南安阳师范学院计算机应用专业。担任河南中烟安阳卷烟厂工人。2008年起担任全国人大代表。